# 慕尼黑哈拉斯車站
慕尼黑哈拉斯車站（德語：Bahnhof München Harras），地鐵站名哈拉斯站（德語：U-Bahnhof Harras），是慕尼黑地铁6号线位于慕尼黑森德灵的一座车站，位于慕尼黑哈拉斯广场。此站可以换乘快轨7号线和27号线。